# Rue Le Chatelier
La rue Le Chatelier est une voie du 17e arrondissement de Paris, en France.

## Situation et accès
La rue Le Chatelier est une voie publique située dans le 17e arrondissement de Paris. Elle débute au 120, avenue de Villiers et se termine au 183, rue de Courcelles. Elle a été nommée ainsi en hommage à Louis Le Chatelier.
Le quartier est desservi par la ligne 3 du métro et par la ligne C du RER à la station Pereire.

## Origine du nom

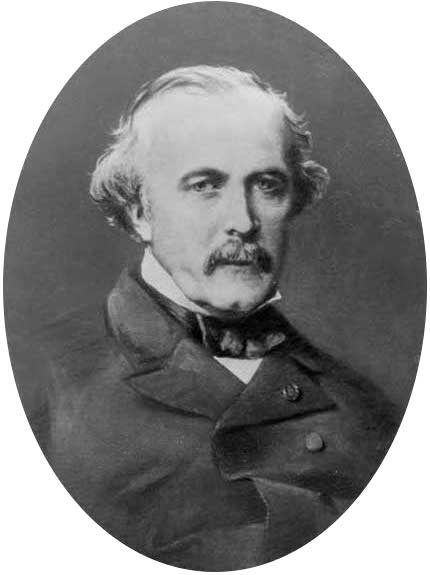
Louis Le Chatelier.

Elle porte le nom de l'ingénieur des chemins de fer de l'Ouest Louis Le Chatelier (1815-1873), en raison de la proximité d'une voie de chemin de fer menant vers Saint-Lazare.

## Historique
Cette voie est classée dans la voirie de Paris, sous sa dénomination actuelle, par décret du 30 juin 1881.

## Bâtiments remarquables, et lieux de mémoire
- No 13 : ici, en 1885, habitait l'artiste peintre Albert Bance (1847-1899)[1].